# Leptotyphlops nigroterminus
Espèce
Leptotyphlops nigroterminus est une espèce de serpents de la famille des Leptotyphlopidae.

## Répartition
Cette espèce se rencontre de 1 000 à 1 600 m d'altitude dans le sud-ouest du Kenya et dans l'ouest de la Tanzanie.

## Publication originale
- Broadley, & Wallach, 2007 : A revision of the genus Leptotyphlops in northeastern Africa and southwestern Arabia (Serpentes: Leptotyphlopidae). Zootaxa, n. 1408, p. 1–78.